# Вари-Вула-Вулиагмени
Ва́ри-Ву́ла-Вулиагме́ни (греч. Δήμος Βάρης-Βούλας-Βουλιαγμένης) — община (дим) в Греции, на юге Аттики. Входит в периферийную единицу Восточная Аттика в периферии Аттика. Омывается заливом Сароникос Эгейского моря на западе и юге. Население общины — 48 399 человек по переписи 2011 года. Площадь — 37,225 квадратного километра. Плотность — 1300,17 человека на квадратный километр. Административный центр — Вула. Димархом на местных выборах 2014 года выбран Григориос Констанделос (Γρηγόριος Κωνσταντέλλος).
Община создана в 2010 году (ΦΕΚ 87Α) по программе «Калликратис» при слиянии упразднённых общин Вари, Вула и Вулиагмени. Включает в себя остров Флевес.

## Административное деление

Административное деление общины:
1 — Вула
2 — сверху вниз: Вари, Вулиагмени

Община (дим) Вари-Вула-Вулиагмени делится на 3 общинные единицы.